# توتال فیلم
توتال فیلم (به انگلیسی: Total Film) مجله فیلم انگلیسی است که ۱۳ بار در سال (هر ۴ هفته) توسط فیوچر پی‌ال‌سی منتشر می‌شود. مجله در سال ۱۹۹۷ افتتاح شد و به پوشش اخبار سینما، دی‌وی‌دی و بلو-ری، نقدها و سیما می‌پردازد. توتال فیلم در هردو نسخهٔ چاپی و تعاملی آی‌پد در دسترس است.